# خورشیدگرفتگی ۲۰ آوریل ۲۰۶۱
خورشیدگرفتگی ۲۰ آوریل ۲۰۶۱ (به انگلیسی: Solar eclipse of April 20, 2061) یک خورشیدگرفتگی از نوع خورشیدگرفتگی کامل است. این خورشیدگرفتگی در تاریخ ۲۰ آوریل ۲۰۶۱ میلادی (‎۱ اردیبهشت ۱۴۴۰ خورشیدی) روی خواهد داد که زمان اوج آن، ساعت ۲:۵۶:۴۹ به‌وقت ساعت هماهنگ جهانی است. مدت زمان و طول این خورشیدگرفتگی ۲ دقیقه و ۳۷ ثانیه خواهد بود.